# Orthalicidae
Orthalicidae es una familia de moluscos gasterópodos pulmonados terrestres tropicales del grupo informal Sigmurethra del clado Stylommatophora.
Son del tamaño medio hasta grande, (3 cm to 9 cm).

## Taxonomía
Antaño esta familia era conocida como Bulimulidae, incluía también la que ahora es llamada subfamilia Bulimulinae. Ahora la subfamilia Bulimulinae sustituye a la familia Bulimulidae Crosse & P. Fischer, 1873.

### 2005 Taxonomía
Orthalicidae es parte de Orthalicoidea, superfamilia en el clado Sigmurethra del suborden Eupulmonata. De las tres subfamilias de Orthalicidae, los Bulimulinae son los más diversos, consistiendo de tres tribus:
- Subfamilia Amphibuliminae P. Fischer, 1873 - sinonimia Peltellinae Gray, 1855 (véase International Commission on Zoological Nomenclature para Peltellinae) - 17 especies[3]
- Subfamilia Bulimulinae Tryon, 1867 - 1243 especies[3]
  - tribu Bulimulini Tryon, 1867 - sinonimias: Bulimidae Guilding, 1828 (inv.); Berendtiinae P. Fischer & Crosse, 1872; Bothiembryontidae Iredale, 1937
  - tribu Odontostomini Pilsbry & Vanatta, 1898 - 125 especies[3]
  - tribu Simpulopsini Schileyko, 1999 - sinonimia: Tomogeridae Jousseaume, 1877
- subfamilia Orthalicinae Albers, 1850 - sinonimia: Liguidae Pilsbry, 1891 - 83 especies[3]

### 2010 Taxonomía
Breure et al. (2010) han elevado Bulimulinae a Bulimulidae, Odontostomini a Odontostomidae, Amphibuliminae a Amphibulimidae.

### 2012 Taxonomía
Breure & Romero (2012) adicionalmente elevaban Simpulopsini a Simpulopsidae.

## Géneros
Géneros en la familia Orthalicidae incluyen:
- Corona Albers, 1850[6][5][7]
- Hemibulimus Martens, 1885[7]
- Kara Strebel, 1910[8]
- Liguus Montfort, 1810
- Orthalicus Beck, 1837 - type genus of the familia Orthalicidae[2][5]
- Porphyrobaphe Shuttleworth, 1856[5][7]
- Sultana Shuttleworth, 1856[7]

Véase también:
- Bothriembryon
- Bulimulus
- Leucocharis